# Згоніко
Згоніко, Зґоніко (італ. Sgonico, вен. Sgonego) — муніципалітет в Італії, у регіоні Фріулі-Венеція-Джулія,  провінція Трієст.
Згоніко розташоване на відстані близько 440 км на північ від Рима, 12 км на північ від Трієста.
Населення — 2090 осіб (2014).

## Демографія
Населення за роками:

Станом на 1 січня 2023 року в муніципалітеті офіційно проживало 99 іноземців з 26 країн, серед них 11 громадян країн Євросоюзу та 20 громадян України.

## Сусідні муніципалітети
- Дуїно-Ауризіна
- Монрупіно
- Сезана
- Трієст